# Over og Neder Hadsten Sogn
 For alternative betydninger, se Hadsten Sogn (flertydig). (Se også artikler, som begynder med Hadsten Sogn)
Over og Neder Hadsten Sogn (tidl. Hadsten Sogn) var et sogn i Favrskov Provsti (Århus Stift) og i Favrskov Kommune.
Sognets kirke er Over Hadsten Kirke.

## Administrativ historik
Sognet menes at være etableret samtidig med kirkens opførelse o. 1200-tallet. Det var en del af Sabro Herred.
Ved kommunalreformen i 1842 etableredes Vitten-Haldum-Hadsten Kommune (Århus Amt) af Vitten Sogn og dets annekser, Hadsten og Haldum sogne. Kommunen blev nedlagt i forbindelse med kommunalreformen i 1970 til den nye Hadsten Kommune (Århus Amt).
Den 1. juli 1974 ændres navnet fra Hadsten Sogn til Over- og Neder Hadsten Sogn, da et nyt sogn, Hadsten Sogn, blev udskilt fra Nørre Galten Sogn.
I 2007 blev sognet en del af den nye Favrskov Kommune, der opstod som følge af strukturreformen. Den 30. november 2008 sammenlægges Hadsten sogn og Over- og Neder Hadsten sogn til et sogn kaldet Hadsten Sogn.

## Autoriserede stednavne
I Over og Neder Hadsten Sogn findes flg. autoriserede stednavne:
- Klammose Huse (bebyggelse)
- Neder Hadsten
- Over Hadsten